# Hydropsychidae
De Hydropsychidae zijn een familie van schietmotten (Trichoptera). De familie werd voor het eerst benoemd in 1835, door de entomoloog John Curtis.

## Onderfamilies
- Diplectroninae
- Hydropsychinae
- Oestropsinae
- Smicrideinae

## In Nederland waargenomen soorten
- Genus: Cheumatopsyche
  - Cheumatopsyche lepida
- Genus: Hydropsyche
  - Hydropsyche angustipennis
  - Hydropsyche bulgaromanorum
  - Hydropsyche contubernalis
  - Hydropsyche dinarica
  - Hydropsyche exocellata
  - Hydropsyche fulvipes
  - Hydropsyche incognita
  - Hydropsyche instabilis
  - Hydropsyche modesta
  - Hydropsyche pellucidula
  - Hydropsyche saxonica
  - Hydropsyche siltalai